# Alessandro Rak
Alessandro Rak (Napoli, 22 dicembre 1977) è un fumettista, animatore e regista italiano.
La sua opera più conosciuta è il film L'arte della felicità (2013), di cui è regista e co-sceneggiatore insieme a Nicola Barile, a Paola Tortora e al produttore Luciano Stella. 

## Biografia
Nipote del critico letterario Michele Rak, vive e lavora ai Quartieri Spagnoli di Napoli; ha studiato presso il Centro sperimentale di cinematografia.
Insieme con Andrea Scoppetta, Alessandro Rak ha formato lo studio di animazione Rak&Scop nel 2001, creando un proficuo sodalizio artistico che in pochi anni ha prodotto non solo animazioni ma anche fumetti, studi, demo e character designing per varie case di produzione. Ha realizzato il video Looking Death Window (10') vincitore del CYLECT International Price e del primo premio al 6° International Festival of Film Schools di Città del Messico (1999), il video per Kanzone su Londra dei 24 Grana (2001), il video per La paura dei Bisca (2004) e il cortometraggio Va' per il Med Video Festival di Paestum (2005). Tra i suoi fumetti: Ark per Grifo edizioni (2004); Zero or One (2005) e Bye bye jazz (2006) per Lavieri edizioni, A Skeleton Story per GG Studio edizioni (2007).
Nel 2013 Alessandro Rak ha diretto il film d'animazione L'arte della felicità, interpretato da Lucio Allocca, Leandro Amato, Silvia Baritzka, Francesca Romana Bergamo, Antonio Brachi e co-sceneggiato e prodotto da Luciano Stella per BIG SUR in collaborazione con Mad Entertainment, Rai Cinema e Cinecittà Luce. Il film, presentato in anteprima al pubblico di Lucca Comics & Games 2013, è risultato vincitore del Premio Arca Cinema Giovane, Premio Fedic e Premio Miglior Opera Prima al Raindance Festival di Londra. Inoltre ha ricevuto il premio "Miglior Film d'Animazione" agli European Film Awards nel 2014. . Nel 2017 ha girato il film d'animazione Gatta Cenerentola in collaborazione con Ivan Cappiello, Marino Guarnieri e Dario Sansone.

## Filmografia

### Regista
- L'arte della felicità[7] (2013)
- Gatta Cenerentola (2017)
- Yaya e Lennie - The Walking Liberty (2021)
- F II - Lo stupore del mondo (2024) - cortometraggio